# Mouvement démocratique du Mozambique
Le Mouvement démocratique du Mozambique (MDM, en portugais Movimento Democrático de Moçambique) est un parti politique mozambicain. Fondé le 6 mars 2009 après une séparation du RENAMO par Daviz Simango, maire de Beira.

## Élections générales de 2009
Lors des élections parlementaires se déroulant le 28 octobre 2009, le Mouvement démocratique du Mozambique n'est pas autorisé par la Commission électorale nationale (Comissão Nacional de Eleições) à participer dans 9 des 13 circonscriptions de votes pour des raisons de procédures, cela ayant alors provoqué une controverse. Le MDM atteint 3,93 % du total des voix permettant d'entrer dans l'Assemblée de la République avec 8 sièges sur 250.
L'élection présidentielle s'étant tenu le même jour, le président du parti Daviz Simango, atteignit la troisième place avec 8,59 % du total des voix.

## Résultats électoraux

### Élections présidentielles
| Année | Candidat      | Voix    | %    | Rang |
| ----- | ------------- | ------- | ---- | ---- |
| 2009  | Daviz Simango | 340 579 | 8,59 | 3e   |
| 2014  | Daviz Simango | 309 925 | 6,36 | 3e   |
| 2019  | Daviz Simango | 273 599 | 4,33 | 3e   |